# Ginkgo Petrified Forest State Park

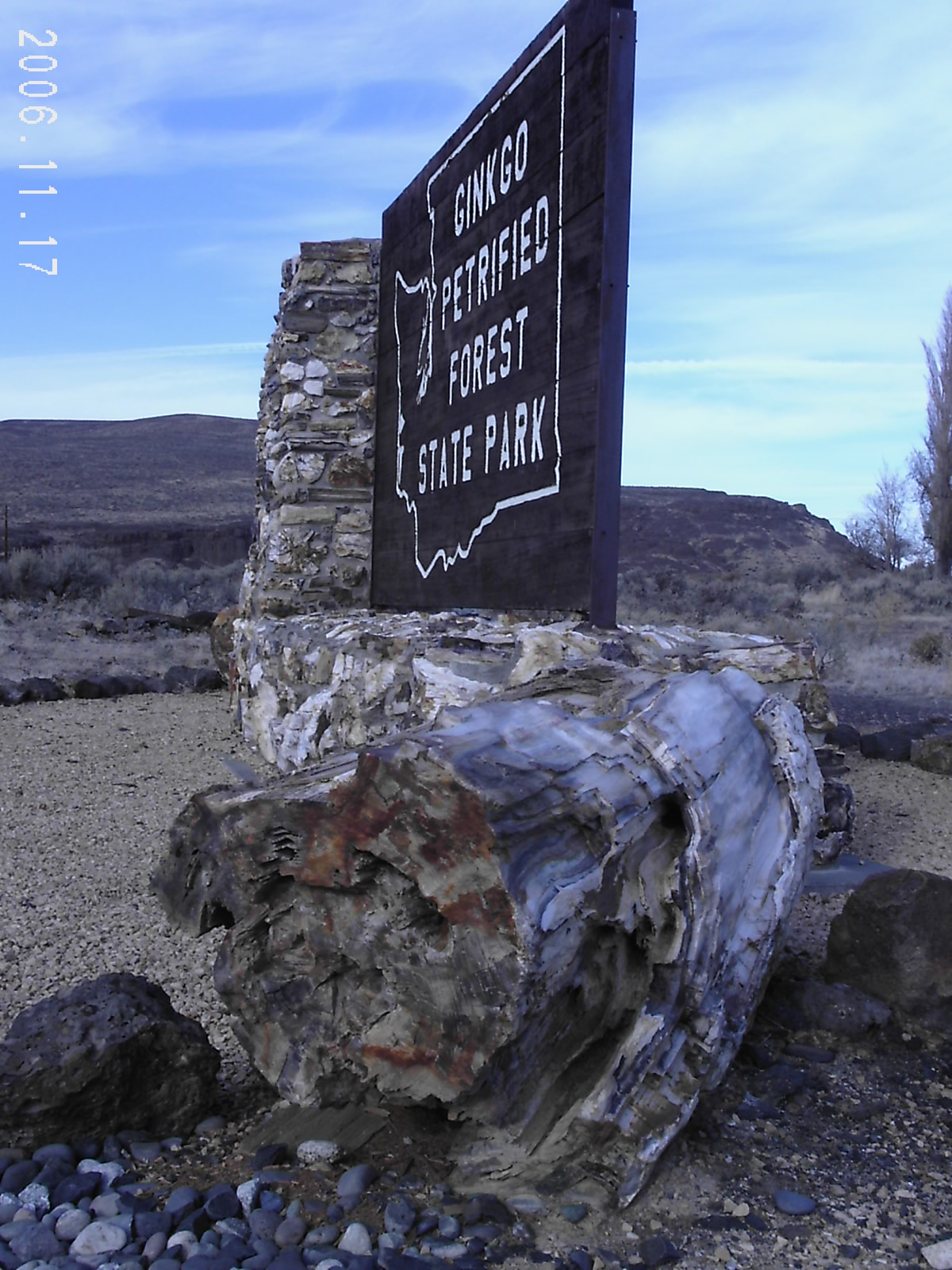
Am Park-Zugang werden versteinerte Bäume präsentiert

Der Ginkgo Petrified Forest State Park/Wanapum Recreational Area ist ein geologisches Schutzgebiet und ein Naherholungsgebiet mit einer Fläche von 7.124 Acres (2.883 ha) am Westufer des Lake Wanapum, einem Stausee im Columbia River bei Vantage im US-Bundesstaat Washington. In den frühen 1930er Jahren wurde in der Region versteinertes Holz entdeckt, was zur Schaffung des State Park als Schutzgebiet von nationaler Bedeutung führte. Unter den versteinerten Bäumen wurden mehr als 50 Arten gefunden, darunter Ginkgo, Amberbäume, Küstenmammutbaum, Douglasie, Walnuss, Fichten, Ulmen, Ahorne, Rosskastanien, Pappeln, Magnolien, Erdbeerbäume, Sassafras, Eiben und Zaubernuss.

## Geschichte

### Ursprung
Die Gesteinsschichten, in die der Park eingebettet ist, sind als miozän innerhalb des Neogen identifiziert worden und etwa 15,5 Millionen Jahre alt. Während des Miozäns war die Region üppig mit vielen heute ausgestorbenen Pflanzenarten bewachsen, das Klima feucht. Eine große Anzahl dieser Bäume wurde mit vulkanischer Asche bedeckt und die organische Substanz in den Stämmen nach und nach durch mineralische Substanzen aus dem Grundwasser ersetzt; das daraus resultierende versteinerte Holz wurde für Jahrtausende durch Basalt-Flüsse konserviert. Gegen Ende der letzten Eiszeit brachten die katastrophalen Missoula-Fluten (vor etwa 15.000 Jahren) das versteinerte Holz durch Erosion des Basalts an die Oberfläche.

### Ursprüngliche Bewohner
In vorgeschichtlicher Zeit bewohnten die Wanapum-Indianer die Region entlang des Columbia River von der Beverly Gap bis zum Snake River. Die Wanapum waren die ersten, die die weißen Fremden der Lewis-und-Clark-Expedition willkommen hießen.
Sie lebten vom Fischen und vom Ackerbau, gruben mehr als 300 Petroglyphen in die Basalt-Klippen und könnten das versteinerte Holz, das durch Erosion zutage trat, für Pfeilspitzen und andere Werkzeuge benutzt haben. Laut der Dokumentation im Park kämpften die Wanapum niemals gegen die weißen Siedler, unterzeichneten keinen Vertrag mit ihnen und erhielten im Endeffekt keine Anerkennung von Besitzansprüchen auf das Land.

### Erstes Museum
Um 1927 bemerkten Bauarbeiter am Highway das versteinerte Holz, was den Geologen George F. Beck dazu brachte, Ausgrabungen zu organisieren. Das Civilian Conservation Corps führte diese Ausgrabungen zu Ende, errichtete ein kleines Museum und eröffnete den Park 1938 für die Öffentlichkeit.
Die einzelnen versteinerten Stämme im Museum wurden durch Frank Walter Bobo gesammelt, der aus Kalifornien stammte, wo er am 4. März 1894 geboren wurde. Er zog nach Cle Elum im Kittitas County. Dort wurde er zur „Wüsten-Ratte“, als er begann, das versteinerte Holz aus den trockenen Hügeln der Countys Kittitas und Yakima zu graben.
Bobo war bevollmächtigt, die Funde für das Museum zu sammeln, zu sägen und zu polieren. Er wurde teilweise dadurch bezahlt, dass ihm erlaubt wurde, die Hälfte der gesammelten Hölzer zu behalten. Sein Sohn, Don J. Bobo aus Teanaway Valley, Washington, erbte die Sammlung seines Vaters aus etwa einer Tonne versteinerten Holzes.

### Überflutung
Der Wanapum Dam wurde 1963 fertiggestellt; er liegt etwa 4 mi (6 km) flussabwärts und erhöhte den Wasserspiegel des Columbia River. Ein neues Interpretive Center wurde gebaut und etwa 60 Petroglyphen vor dem steigenden Wasser bewahrt; viele von ihnen sind im Center ausgestellt.

### Bestätigung
Im  Oktober 1965 schlug der National Park Service den Ginkgo Petrified Forest als National Natural Landmark vor. Versteinertes Holz wurde 1975 von der Washington State Legislature zum Edelstein-Wahrzeichen des Bundesstaates gemacht.

## Tourismus
Das Museum im Park zeigt sowohl versteinertes Holz als auch Petroglyphen der Wanapum. Es gibt einen Trees of Stone Interpretive Trail, also einen Lehrpfad, der durch einen zutage getretenen Teil des prähistorischen Lake Vantage führt und versteinertes Holz aus 22 Baumarten präsentiert, die an ihrem Fundort aus den 1930er Jahren verblieben. Zum Trail gehört auch ein Rundweg von 1,5 mi (2,4 km) durch die mit Strauchsteppe bedeckten Hügel und ein weiterer 2,5 mi (4 km) langer Rundweg. Zum Park gehören auch 27.000 ft (8.230 m) vom Ufer des Columbia River, die zum Schwimmen und Bootfahren genutzt werden können; Campingplätze sind gleichfalls vorhanden.